# 1734
Năm 1734 (số La Mã: MDCCXXXIV) là một năm thường bắt đầu vào thứ Sáu  trong lịch Gregory (hoặc một năm thường bắt đầu vào thứ ba của lịch Julius  chậm hơn 11 ngày).